# Gilmore Artist Award
Gilmore Artist Award – nagroda przyznawana pianistom koncertowym co cztery lata. Nagroda została ustanowiona w 1989 roku przez Fundację Irvinga S. Gilmore’a z Kalamazoo w stanie Michigan. W przeciwieństwie do innych nagród muzycznych, nominowani nie są świadomi, że są brani pod uwagę – ich występy na żywo i nagrania są oceniane potajemnie. Nagroda pieniężna wynosi 300 000 USD, z czego 50 000 USD do wydania zgodnie z życzeniem zwycięzcy i 250 000 USD do wykorzystania na rozwój kariery. Laureatami nagrody są Alexandre Kantorow (2024), Igor Levit (2018), Rafał Blechacz (2014), Kirill Gerstein (2010), Ingrid Fliter (2006), Piotr Anderszewski (2002), Leif Ove Andsnes (1998), Ralf Gothóni (1994), David Owen Norris (1991).

## Gilmore Young Artist Award
Co dwa lata nagroda Gilmore Young Artist Award przyznawana jest obiecującym pianistom w wieku poniżej 23 lat. Anonimowa komisja otrzymuje i ocenia nominacje od muzycznych profesjonalistów z całego świata. Podobnie jak w przypadku Gilmore Artist Award, nominowani nie są świadomi, że są brani pod uwagę. Laureaci otrzymują stypendium w wysokości 15 000 USD i kolejne 10 000 USD na zamówienie oryginalnej kompozycji fortepianowej, którą będą mieli wyłączne prawo wykonywania przez rok. Nagroda została przyznana po raz pierwszy w 1990 roku.